# Box Cutter
"Box Cutter" es el primer episodio de la cuarta temporada de la serie dramática de televisión estadounidense Breaking Bad, y su episodio 34 en total. Escrito por el creador de la serie Vince Gilligan y dirigido por Adam Bernstein, "Box Cutter" se emitió originalmente en AMC en los Estados Unidos el 17 de julio de 2011. La narrativa sigue al protagonista Walter White (Bryan Cranston) y su socio Jesse Pinkman (Aaron Paul) mientras enfrentan las repercusiones del narcotraficante Gus Fring (Giancarlo Esposito) por matar a Gale Boetticher al final de la temporada anterior. Mientras tanto, Skyler White (Anna Gunn) irrumpe en el condominio de su esposo Walter para investigar su repentina desaparición, y Marie Schrader (Betsy Brandt) lucha para ayudar a Hank Schrader (Dean Norris) a recuperarse de sus heridas.
El episodio marcó las últimas apariciones de David Costabile y Jeremiah Bitsui como Gale y Victor. Gilligan consideró cambiar el episodio en función de las respuestas de la audiencia al final de la tercera temporada, "Full Measure", sobre si matarían a Gale o no, pero finalmente decidió no hacerlo. Durante la escena que marca el giro en el episodio, Gus corta la garganta de su leal secuaz Víctor con el cuchillo multiusos de Gale justo ante los ojos de Walt y Jesse. Esposito dijo que estaba preocupado por filmar la escena "sin lastimar realmente mi espíritu y mi alma", y se concentró tanto que permaneció en silencio y enfocado durante la filmación, rara vez hablando con otras personas en el set. La escena fue tan sangrienta que hizo que la hija de Cranston se desmayara durante la primera proyección del episodio.
El episodio marca como tema importante para la cuarta temporada el cambio gradual de Walter a un personaje más oscuro que se vuelve más proactivamente violento y peligroso para sus objetivos. El episodio también ilustra el declive moral de Jesse y los sentimientos de culpa por el asesinato de Gale, y la creciente participación de Skyler en las actividades ilegales de Walter. El episodio fue visto por 2,58 millones de hogares según Nielsen Media Research. Hasta el estreno de la quinta temporada, "Box Cutter" fue el episodio más visto en la historia de la serie y el tercer estreno de temporada de mayor audiencia para cualquier programa de AMC, después de los estrenos de las dos primeras temporadas de The Walking Dead. En 2012, Gilligan recibió el premio del Writers Guild of America al mejor drama episódico por su trabajo en este episodio. Esto marcó su segunda victoria por trabajo individual en Breaking Bad, junto con su premio del episodio piloto en 2009.

## Trama
En un flashback, el fabricante de metanfetamina Gale Boetticher instala con entusiasmo los equipos para el superlaboratorio subterráneo de metanfetamina para Gus Fring, mientras anota observaciones en un cuaderno. Cuando Gus llega a visitarlo, Gale le pregunta sobre la metanfetamina azul que produce el químico Walter White. Gus explica que tiene dudas sobre contratar a Walt, pero Gale insiste en que lo contrate por la pureza y calidad de su producto, que para él es algo nunca visto.
En el presente, siguiendo la orden de Walt, Jesse mata a Gale para frustrar el plan de Gus de matarlos. El secuaz de Gus, Víctor, llega al apartamento de Gale y lo encuentra muerto, rodeado de vecinos que han llamado a la policía. Víctor encuentra a Jesse sentado en su auto, en estado de shock y lo obliga a regresar al laboratorio, donde Mike esta reteniendo a Walt. Ya enterados de la muerte de Gales, Mike queda preocupado porque Víctor le cuenta que fue visto en el apartamento y llama para informar a Gus. Víctor se da cuenta de que su propia posición es precaria y comienza a cocinar metanfetamina él mismo ante la insistencia de Walter de continuar su trabajo, revelando que observó el trabajo de ambos, con la esperanza de demostrarle su valor a Gus.
En la mañana, Skyler recibe la visita de Marie quien le entrega las facturas a pagar y al ver el auto de Walt, insinúa que estuvieron juntos; observa el auto en su camino de entrada y lo aleja unas cuadras para que Walter Jr. no lo vea. Ella llama a Saul Goodman para preguntar dónde está Walt, pero Saul está paranoico debido a la pelea de Walt con Gus y está ocupado revisando su oficina en busca de dispositivos de escucha. Skyler irrumpe en el condominio de Walt con la ayuda de un cerrajero, pero encuentra pocas cosas de interés. Marie lucha por mantener la compostura mientras cuida a un beligerante Hank, que sigue postrado en cama tras el atentado contra su vida y pasa su tiempo recolectando piedras.
Gus llega al laboratorio pero no dice ninguna palabra. Walt se lanza a un monólogo incoherente defendiendo sus acciones, con la esperanza de convencer a Gus de que lo necesita a él y Jesse con vida para seguir cocinando. Gus mantiene su silencio mientras se cambia a un equipo de materiales peligrosos y recoge el cortador de cajas que Gale usó durante la instalación del laboratorio. Sorprende a todos al cortarle la garganta a Víctor, matándolo, luego mira fríamente a Walt y Jesse para asegurarse de que su mensaje fue recibido. Vuelve en silencio a su ropa de calle y antes de irse se detiene solo para decir: "Vuelvan al trabajo".
Walt y Jesse usan ácido fluorhídrico para deshacerse del cuerpo de Víctor, el arma que mató a Gale y el cortador de cajas. Mientras están en un lugar tomando desayuno, Walt insiste en que la muerte de Gale era necesaria, pero expresa su preocupación de que Gus los mate en su próxima oportunidad. Jesse cree que será demasiado problema para Gus encontrar otro fabricante de medicamentos, aunque Gus podría hacerles desear estar muertos. Walter regresa a casa y Skyler le entrega las llaves de su auto para recogerlo, aunque no dice nada de lo que pasó. Mientras tanto, la policía investiga el apartamento de Gale pero pasa por alto su cuaderno con notas de laboratorio.

## Producción

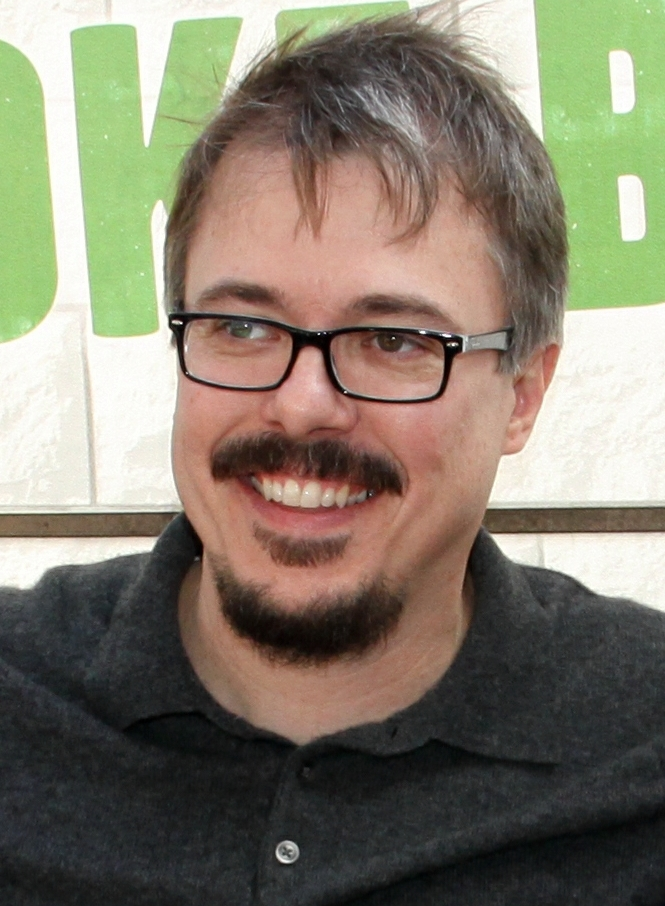
"Box Cutter" fue escrita por el creador de Breaking Bad, Vince Gilligan.

"Box Cutter", el primer episodio de la cuarta temporada de Breaking Bad, fue dirigido por Adam Bernstein y escrito por el creador de la serie Vince Gilligan. Filmado en enero de 2011, el episodio fue editado por Skip Macdonald, uno de los pocos editores que han trabajado regularmente en la serie. Fue emitido el 17 de julio de 2011, y fue el primer episodio original de la serie en 13 meses, desde que se emitió el episodio final de la tercera temporada "Full Measure" en junio de 2010. Los funcionarios de AMC retrasaron el estreno de la cuarta temporada hasta julio porque sintieron que las calificaciones de Nielsen serían mejores y más beneficiosos durante el verano. Mientras que los guiones de Breaking Bad son generalmente 50 páginas, el guion de "Box Cutter" tenía 43 páginas de largo, y Gilligan estaba originalmente preocupado porque no quería alargar el episodio simplemente para aumentar el tiempo de ejecución. "Full Measure" terminó con Jesse apuntando con un arma a Gale y disparando directamente a la pantalla, sin que se revelara visiblemente en la pantalla el destino de Gale. Esto llevó a una amplia especulación entre los fanáticos y críticos de que Jesse en realidad no mató a Gale, sino que apuntó lejos de él y disparó el arma. Esta especulación continuó hasta la transmisión original de "Box Cutter", que confirmó que Jesse efectivamente mató a Gale. Gilligan dijo que nunca tuvo la intención de que esa escena fuera un suspenso y pensó que transmitía claramente que Gale había muerto.
"Box Cutter" contó con las últimas apariciones regulares de David Costabile y Jeremiah Bitsui, quienes, respectivamente, interpretaron a Gale Boetticher y Victor. El comediante de stand-up Lavell Crawford también hizo su primera de varias apariciones especiales en "Box Cutter" como Huell, el nuevo guardaespaldas de Saul. Gilligan declaró que nombró al episodio "Box Cutter" principalmente porque "sonaba como un título genial", pero también porque le preocupaba que el clímax del episodio tardara tanto en llegar a eso, llamándolo "Box Cutter", "Tal vez estaba pensando en algún nivel, 'Será mejor que le hagamos saber a la audiencia que hay algo al final de esto'". Aunque el personal de Breaking Bad siempre tuvo la intención de matar a Gale, la reacción de la audiencia a "Full Measure" hizo que Gilligan y el equipo de guionistas de Breaking Bad reconsideraran si sus planes eran los mejores. Sin embargo, Gilligan dijo que, en cambio, decidieron seguir su plan original, diciendo: "Al final del día, la elección que hicimos sobre cómo seguir adelante fue la elección que sentimos que era la más honesta, y la única sería mejor continuar la historia".
Giancarlo Esposito dijo que cuando leyó por primera vez el guion del episodio, se sorprendió tanto que tuvo que dejarlo y alejarse. Esposito dijo que no quería "llevar nada [de la escena] a casa conmigo" y que tenía "una profunda preocupación por poder hacerlo y salir ileso, sin lastimar realmente mi espíritu y mi alma". Resolvió estas preocupaciones al justificar las acciones de Gus en el sentido de que, al matar a Víctor, estaba protegiendo a todos los demás que trabajan para él. Sin embargo, dijo que fue "un momento difícil para mí" degollar a Víctor, y que durante una toma trató de silenciar al personaje para que muriera más tranquilo. Esa escena tardó dos días en filmarse, y Esposito permaneció en silencio y concentrado durante la filmación, rara vez hablando con los demás en el set. Las botas que le dieron originalmente eran demasiado grandes y le preocupaba que se resbalara, lo que sería impropio de Gus, que por lo demás estaba completamente tranquilo y en control. Un diseñador de vestuario le consiguió rápidamente las botas del tamaño correcto.
Al escribir el guion, el personal de Breaking Bad decidió desde el principio que Gus no hablaría mucho durante la escena porque sintieron que era más dramático de esa manera y más apropiado para su personaje. Esposito sintió que la escena era un momento crucial no solo para su personaje, sino también para la relación de Gus con Walter, y una advertencia de que Walter debería continuar operando a la manera de Gus o arriesgarse a morir. Con respecto al asesinato de Víctor por parte de su personaje, Esposito dijo: "Esto tenía que hacerse. Alguien hizo algo, fueron vistos.... Se trataba de supervivencia. Esto tenía que hacerse, pero podía hacerlo de una manera que también enviara un mensaje a las personas que no estaban escuchando". Bryan Cranston dijo que no esperaba que el episodio tomara la dirección que tomó. Llamó a la escena "dolorosa, pero bellamente elaborada, y razonablemente así", y comentó sobre el contraste entre el comportamiento tranquilo de Gus y el "baile de claqué para mantenerse con vida" de Walter. Cranston dijo sobre la actuación de Esposito: "Cuando interpreta a ese mal personaje, sus ojos se apagan y todo lo que se necesita es mirarlo a los ojos". Gilligan dijo que aunque las acciones de Gus en la escena estaban escritas, "te sorprendería lo poco que hablé con Giancarlo sobre cómo interpretó ese papel... Este es un hombre con instintos asombrosos".
Jeremiah Bitsui se torció el tobillo durante el rodaje de la escena cuando Walter y Jesse empujaron el cadáver de su personaje en un barril para desecharlo con ácido fluorhídrico. Después de esa escena, Jesse levanta el barril con una carretilla elevadora y se enciende de manera que se puede ver a través del barril. Esto se logró retroiluminando el cañón y atando monofilamento a la parte inferior del mismo, que luego los miembros del personal movieron y torcieron fuera de la vista de la cámara para crear el efecto de iluminación. 

## Análisis
Un tema principal del episodio involucra el cambio gradual de Walter de un participante involuntario en una empresa de tráfico de drogas a un hombre más cómodo con una vida delictiva que acepta su lado más oscuro y se vuelve más violento y peligroso de manera proactiva. Este desarrollo comenzó durante los últimos episodios de la tercera temporada y continuaría siendo un tema importante durante la cuarta temporada. El episodio también introdujo el tema en curso del declive moral de Jesse y la culpabilidad por el asesinato de Gale. Aaron Paul dijo sobre esto: "Jesse está mucho más crudo esta temporada. Es muy distante y se ha convertido en caos y destrucción total para mantener su mente ocupada. Cuando se queda solo en sus propios pensamientos, es cuando las cosas pueden volverse un poco peligrosas y aterradoras para Jesse".
La escena en la que Walter le suplica a Gus demuestra el sentido paternal de protección que Walter ha desarrollado para Jesse. Durante esa escena, Walter le dice a Gus: "Me matas, no tienes nada. Si matas a Jesse, no me tienes a mí". Jesse está visiblemente conmovido por la declaración, que Aaron Paul describió como "el primer momento en que Jesse se da cuenta de que la lealtad de Walt es para Jesse". "Box Cutter" también ilustró la creciente participación de Skyler en las actividades ilegales de Walter a través de la trama secundaria en la que le miente a un cerrajero para irrumpir en la casa de Walter, llegando incluso a usar a su bebé como utilería en su fachada. Después de que Skyler irrumpe en el apartamento de Walter, encuentra el globo ocular de plástico de un osito de peluche que forma parte de la serie desde la segunda temporada. El ojo se ha utilizado durante mucho tiempo como un símbolo para identificar el descenso gradual de Walter a una vida delictiva, y el descubrimiento de Skyler simboliza su propio descenso similar.